# 1975-ös Formula–1 dél-afrikai nagydíj
A dél-afrikai nagydíj volt az 1975-ös Formula–1 világbajnokság harmadik futama.

## Futam
| Helyezés | #  | Versenyző          | Csapat/Motor     | Körök | Idő/Kiesés oka     | Rajthely | Pontszám |
| -------- | -- | ------------------ | ---------------- | ----- | ------------------ | -------- | -------- |
| 1        | 3  | Jody Scheckter     | Tyrrell-Ford     | 78    | 1:43:16,90         | 3        | 9        |
| 2        | 7  | Carlos Reutemann   | Brabham-Ford     | 78    | + 3,74             | 2        | 6        |
| 3        | 4  | Patrick Depailler  | Tyrrell-Ford     | 78    | + 16,92            | 5        | 4        |
| 4        | 8  | Carlos Pace        | Brabham-Ford     | 78    | + 17,31            | 1        | 3        |
| 5        | 12 | Niki Lauda         | Ferrari          | 78    | + 28,64            | 4        | 2        |
| 6        | 2  | Jochen Mass        | McLaren-Ford     | 78    | + 1:03,64          | 16       | 1        |
| 7        | 23 | Rolf Stommelen     | Hill-Ford        | 78    | + 1:12,91          | 14       |          |
| 8        | 28 | Mark Donohue       | Team Penske-Ford | 77    | + 1 kör            | 18       |          |
| 9        | 16 | Tom Pryce          | Shadow-Ford      | 77    | + 1 kör            | 19       |          |
| 10       | 5  | Ronnie Peterson    | Lotus-Ford       | 77    | + 1 kör            | 8        |          |
| 11       | 34 | Guy Tunmer         | Lotus-Ford       | 76    | + 2 kör            | 25       |          |
| 12       | 6  | Jacky Ickx         | Lotus-Ford       | 76    | + 2 kör            | 21       |          |
| 13       | 33 | Eddie Keizan       | Lotus-Ford       | 76    | + 2 kör            | 22       |          |
| 14       | 31 | Dave Charlton      | McLaren-Ford     | 76    | + 2 kör            | 20       |          |
| 15       | 14 | Bob Evans          | BRM              | 76    | + 2 kör            | 24       |          |
| 16       | 11 | Clay Regazzoni     | Ferrari          | 71    | Karburátor         | 9        |          |
| 17       | 27 | Mario Andretti     | Parnelli-Ford    | 70    | Erőátvitel         | 6        |          |
| HN       | 21 | Jacques Laffite    | Williams-Ford    | 69    | Helyezés nélkül    | 23       |          |
| HN       | 1  | Emerson Fittipaldi | McLaren-Ford     | 65    | Helyezés nélkül    | 11       |          |
| Kiesett  | 32 | Ian Scheckter      | Tyrrell-Ford     | 55    | Baleset            | 17       |          |
| Kiesett  | 24 | James Hunt         | Hesketh-Ford     | 53    | Üzemanyag rendszer | 12       |          |
| Kiesett  | 17 | Jean-Pierre Jarier | Shadow-Ford      | 37    | Túlmelegedés       | 13       |          |
| Kiesett  | 10 | Lella Lombardi     | March-Ford       | 23    | Üzemanyag rendszer | 26       |          |
| Kiesett  | 20 | Arturo Merzario    | Williams-Ford    | 22    | Motorhiba          | 15       |          |
| Kiesett  | 18 | John Watson        | Surtees-Ford     | 19    | Kuplung            | 10       |          |
| Kiesett  | 9  | Vittorio Brambilla | March-Ford       | 16    | Hűtő               | 7        |          |
| NK       | 30 | Wilson Fittipaldi  | Fittipaldi-Ford  |       |                    |          |          |
| NK       | 22 | Graham Hill        | Lola-Ford        |       |                    |          |          |

## Statisztikák
Vezető helyen:
- Carlos Pace: 2 (1-2)
- Jody Scheckter: 76 (3-78)

Jody Scheckter 3. győzelme, Carlos Pace egyetlen pole-pozíciója, 5. leggyorsabb köre.
- Tyrrell 19. győzelme.